# Rens Blom
Rens Blom (Munstergeleen, Sittard-Geleen, Limburgo, 1 de março de 1977) é um antigo atleta holandês, especialista em salto com vara, que foi Campeão mundial em 2005.

## Carreira
Filho de um antigo campeão holandês de 200 metros - Wim Blom -, Rens cedo despertou para a prática do salto com vara, começando em 1998 a sua série de títulos nacionais indoor e outdoor. Ao longo da sua carreira, venceria os campeonatos do seu país por 7 vezes ao ar livre e por 6 vezes em pista coberta.
O seu maior feito, porém, aconteceu em 2005 nos Campeonatos Mundiais de Helsínquia, quando se tornou o primeiro campeão mundial holandês. Durante uma tarde chuvosa na capital finlandesa, Blom conseguia transpor a fasquia de 5.80 m (menos um centímetro que o seu recorde nacional) e assim derrotar todos os seus adversários que não se adaptaram tão bem às adversas condições atmosféricas.
Outros marcos importantes na sua carreira, foram as medalhas de bronze obtidas nos Campeonatos Europeus de 2000 e nos Campeonatos Mundiais de 2003, ambos em pista coberta. Esteve presente nos Jogos Olímpicos de Atenas 2004, onde foi nono classificado na final. No dia 8 de junho de 2004, em Saragoça, estabeleceu o seu máximo pessoal com a marca de 5.81 m.
A partir de 2005, começou a sofrer uma série de lesões que o impediram de estar presente nos Jogos Olímpicos de Pequim e que o levaram a pôr fim à sua carreira no final da temporada de 2008.